# Irénarque de Rostov
Irénarque de Rostov, appelé aussi Irénarque le Reclus, est un moine et ascète russe renommé et reconnu saint. Il est moine au monastère Saint-Boris-et-Saint-Gleb (Borissoglebski) près de Rostov Veliki.

## Histoire
Originaire de la région de Iaroslavl en Russie, fils d'un paysan du village de Kondakova dans la région de Rostov, il devient marchand, mais à l'âge de trente ans il renonce au monde et entre au monastère Saint-Boris-et-Saint-Gleb à Rostov-Veliki. Après un conflit avec l'higoumène du monastère, il part au monastère de l'Épiphanie Saint-Abraham de Rostov en tant qu'économe; là, il dit avoir reçu une vision d'Abraham de Rostov lui ordonnant d'abandonner tous ses biens aux plus pauvres; il vit quelque temps dans un isolement presque total au monastère Saint-Lazare de Rostov puis retourne à son monastère d'origine. Le nouveau supérieur, Varlaam, beaucoup plus compréhensif, l’autorise à devenir moine reclus. Irénarque pratique donc une ascèse particulièrement éprouvante, s'astreignant à une réclusion qui dura plus de vingt-cinq ans, portant de lourdes chaînes de fer, ne dormant que deux à trois heures par nuit, répétant d'une manière incessante la prière du cœur. Sa position, toutefois, suscite une controverse parmi les autres moines. Enfin, le nouvel higoumène le fait partir du monastère, croyant qu'Irénarque exhorte les religieux à renoncer à travailler pour le monastère pour se concentrer exclusivement sur l'ascèse personnelle. Le moine retourne donc au monastère de Saint- Lazare pendant un an, puis revient lorsque le supérieur du monastère Saint-Boris-et-Saint-Gleb réexamine son cas. Dès lors, toutefois, sa mortification est combinée avec l'exécution des mêmes travaux que les autres moines. Il garde toujours, cependant, ses chaînes, se limitant à deux heures de sommeil par jour et pratiquant l'auto-flagellation.
S’étant retiré dans sa cellule pendant trente huit ans, dont plus d'une décennie de guerre civile dite le temps des troubles, il semble être parmi les interlocuteurs d’un prisonnier involontaire de ce même monastère, Nicolas de Melo, augustinien portugais, qui a eu l’imprudence de traverser la Moscovie au retour de sa mission en Inde. On lui prête le don de voyance, prédisant la défaite des Polonais après l'occupation par ces derniers du monastère de Saint-Laurent, et, soutenant la victoire de Vassili IV Chouiski; au cours de cette période troublée, plusieurs hommes d'État viennent lui rendre visite, parmi lesquels le prince Skopine-Chouïski (Скопин-Шуйский) ou encore Kouzma Minine. Le prince Pojarski demande sa bénédiction spéciale lorsqu'il part en guerre contre les Polonais, envahisseurs de la Russie, en 1612.
Il meurt le 13 janvier 1616 à 69 ans, et est enterré dans le tombeau qu'il avait lui-même creusé. Il est déclaré saint par l'Église orthodoxe russe et fêté dans le calendrier julien le 13 janvier et 23 mai. 

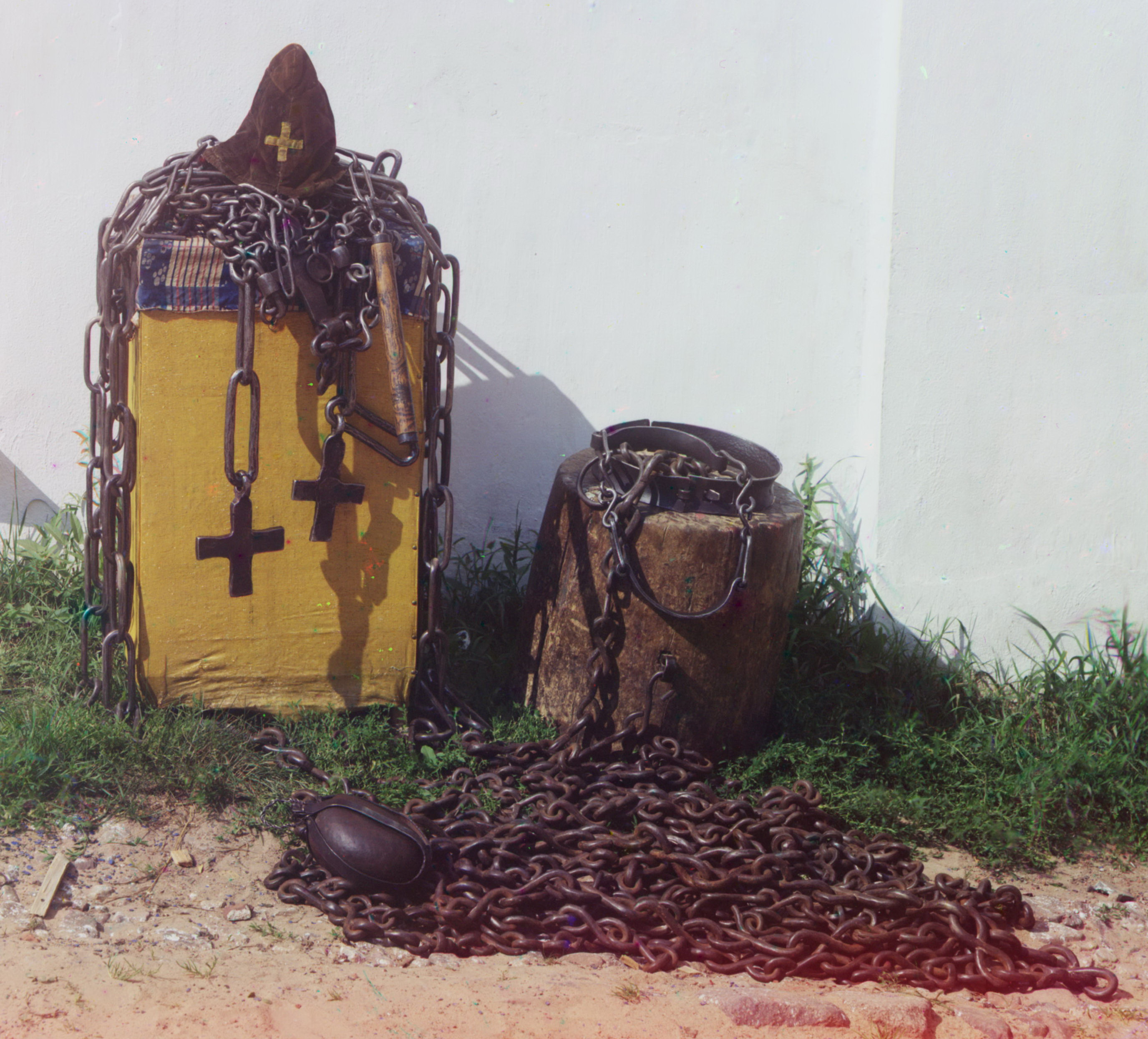
Couvre-chef et chaînes d'Irénarque de Rostov.
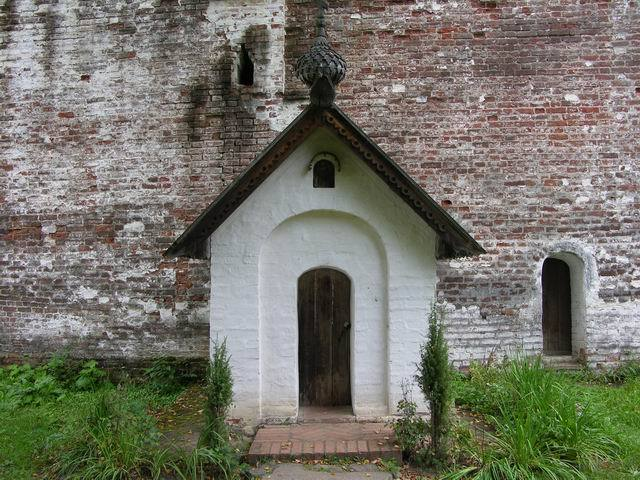
La cellule d'Irénarque de Rostov.

## Sources
- Article wikipedia russe et polonais améliorés